# Kachetské království
Kachetské království nebo Království Kachetie (gruzínsky კახეთის სამეფო, latinizovaně k'akhetis samepo) byla monarchie ve východní Gruzii, rozkládající se na historickém území Kachetie. Vznikla po rozpadu Gruzínského království a existovala v letech 1465–1762. Zakladatelem státu byl Giorgi VIII. Protože v Kachetii existovalo království již v 8. století, hovoří se někdy též o Druhém kachetském království. Hlavním městem bylo nejprve Gremi a pak v Telavi. V roce 1762 bylo království sloučeno se sousedním Kartlijským královstvím pod vládou kachetské větve dynastie Bagrationů, a vzniklo tak Kartlijsko-kachetské království (1762-1801).

## Dějiny

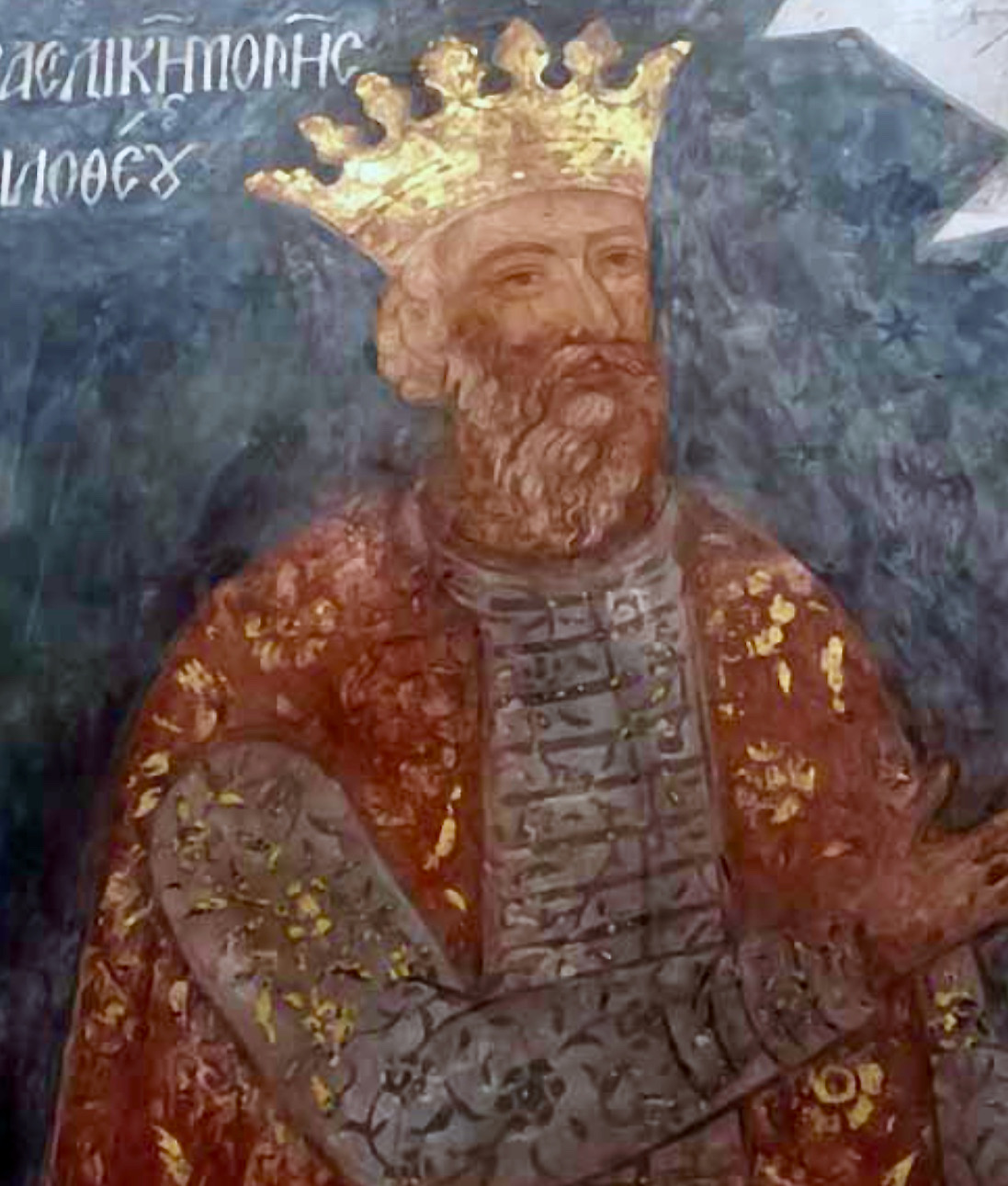
král Levan

Zlatým věkem Kachetského království bylo 16. století. Na rozdíl od dalších gruzínských států té doby (kartlijského a imeretského) byla Kachetie v té době ušetřena velkých nájezdů z ciziny a významných vnitřních nepokojů. Navíc měla oproti jiným částem Gruzie tu výhodu, že se její území dotýkalo důležité hedvábné stezky. Kachetská vláda tento obchod sponzorovala a aktivně se na něm podílela, čímž těsně svázala království s hospodářským životem východního Zakavkazska a Íránu. Úrodná půda Kachetie v kombinaci s pulzujícími židovskými, arménskými a perskými obchodními koloniemi ve městech Gremi, Zagemi, Karagaji a Telavi vedly k prosperitě, kterou v jiných částech roztříštěné Gruzie nebylo možno pozorovat. Zlatý věk se do značné míry překrývá s dlouhou vládou krále Levana (1518–1574). Tlak safíovské Persie a Osmanské říše byl i v Kachetii značný, a smlouvou z Amasye z roku 1555 se tyto dvě velmoci dohodly, že Kachetie bude spadat do safíovské sféry vlivu, ale až do konce 16. století si místní vládci stále udržovali značnou nezávislost. Rostoucí íránský tlak je přiměl uvažovat o spojenectví s Moskvou, ale aliance nebyla nikdy ve skutečnosti realizována.
Král Alexandr II. za úvahy tímto směrem zaplatil životem, byl zabit v převratu inspirovaným Íránem, a to svým vlastním synem, muslimským konvertitou Konstantinem I. v roce 1605. Lid sice otcovraha svrhl a perský šáh Abbás I. musel přijmout uvedení jeho synovce Teimuraze I. na trůn, ale roku 1610 zahájil invazi, jejímž cílem bylo Kachetii pevněji integrovat do safíovské říše. Série brutálních konfliktů skončila roku 1616. Výsledkem bylo přes 60 tisíc mrtvých Gruzínů a 100 tisíc kachetských rolníků násilně odvlečených do Íránu. Tím skončil kachetský zlatý věk. Populace klesla o dvě třetiny, kdysi vzkvétající města, jako Gremi a Zagemi, se proměnila v bezvýznamné vesnice, zemědělství upadalo a obchod se zastavil. Plně vyštvat odbojného Teimuraze se Peršanům podařilo až roku 1648, poté se již Safíovci zmocnili plné kontroly.
Přišli mj. s politikou oslabit odbojnost hrdého království migrací a počali zvát na jeho území kočovné turkické kmeny. V roce 1659 kvůli tomu Kacheťané povstali (tzv. bachtrionské povstání). Podařilo se jim tak zmařit plány Safíovců na usazení desítek tisíc Turkmenů, ale tři aristokratičtí vůdci povstání byli popraveni a Íránci obnovili plnou kontrolu nad zemí. Království bylo zhruba od té doby sužováno neustálými nájezdy Dagestánců.
Od roku 1724 do roku 1744 bylo Kachetské království okupováno Osmany. Odboj kachetského prince Teimuraze II. proti Osmanům vedl k tomu, že šáh zrušil Kachetii vysoký tribut a v roce 1744 udělil Teimurazovi II. a jeho synovi Ereklovi II. královský majestát, Teimurazovi v Kartlijském království, Ereklovi v Kachetském. Oba panovníci byli korunováni v souladu s křesťanskou tradicí v roce 1745. Využili pak nepokojů v Íránu, které následovaly po zavraždění Nádira Šáha v roce 1747, a etablovali se jako prakticky nezávislí vládci. Jejich vláda pomohla stabilizovat jejich země. Ekonomika začala ožívat a dagestánské útoky byly odraženy. Když Teimuraz II. 8. ledna 1762 zemřel, převzal po něm Erekle i kartlijský trůn a založil tak po několka staletích velký gruzínský stát. Ten však brzy podlehl ruské rozpínavosti.